# Shinsen Shōjiroku
Das Shinsen Shōjiroku (japanisch 新撰姓氏録, dt. „Neubearbeitete Aufzeichnungen zu erblichen Standestiteln (kabane) und Sippen“) ist ein in 30 Teilen gegliedertes japanisches genealogisches Werk, das auf Anordnung des Saga Tennō in den Jahren 814/15 kompiliert wurde. Als Vorbild diente das chinesische Shì zú zhì (chinesisch 氏族志, jap. Shizokushi). Damit sollten (weitere) genealogische Fälschungen verhindert werden.

## Inhalt
Das Werk macht Angaben zu 1182 Geschlechtern, die nach ihrer Herkunft gruppiert wurden:
- Sippen, die ihre Herkunft vom Tennō-Geschlecht herleiten (皇別, kōbetsu: 335 Einträge)
- Sippen, die ihre Herkunft von bestimmten Gottheiten ableiten (神別, shimbetsu: 404 Einträge)
- ausländische Sippen (諸蕃, shoban: 326 Einträge)
- diverse, nicht bestimmte Sippen (miteizasshō: 117 Einträge)

Mehr als die Hälfte der eingewanderten Sippen kam aus China (163 Einträge), die anderen von vier Reichen auf der koreanischen Halbinsel: Baekje (104 Einträge), Goguryeo (41 Einträge), Silla (9 Einträge) und Gaya (9 Einträge).